# Federico Sanvitale
Federico Sanvitale (Fontanellato, 19 de maio de 1704 – Bréscia, 8 de dezembro de 1761) foi um matemático e jesuíta italiano que marcou um momento crucial para o crescimento da cultura científica de Brescia.

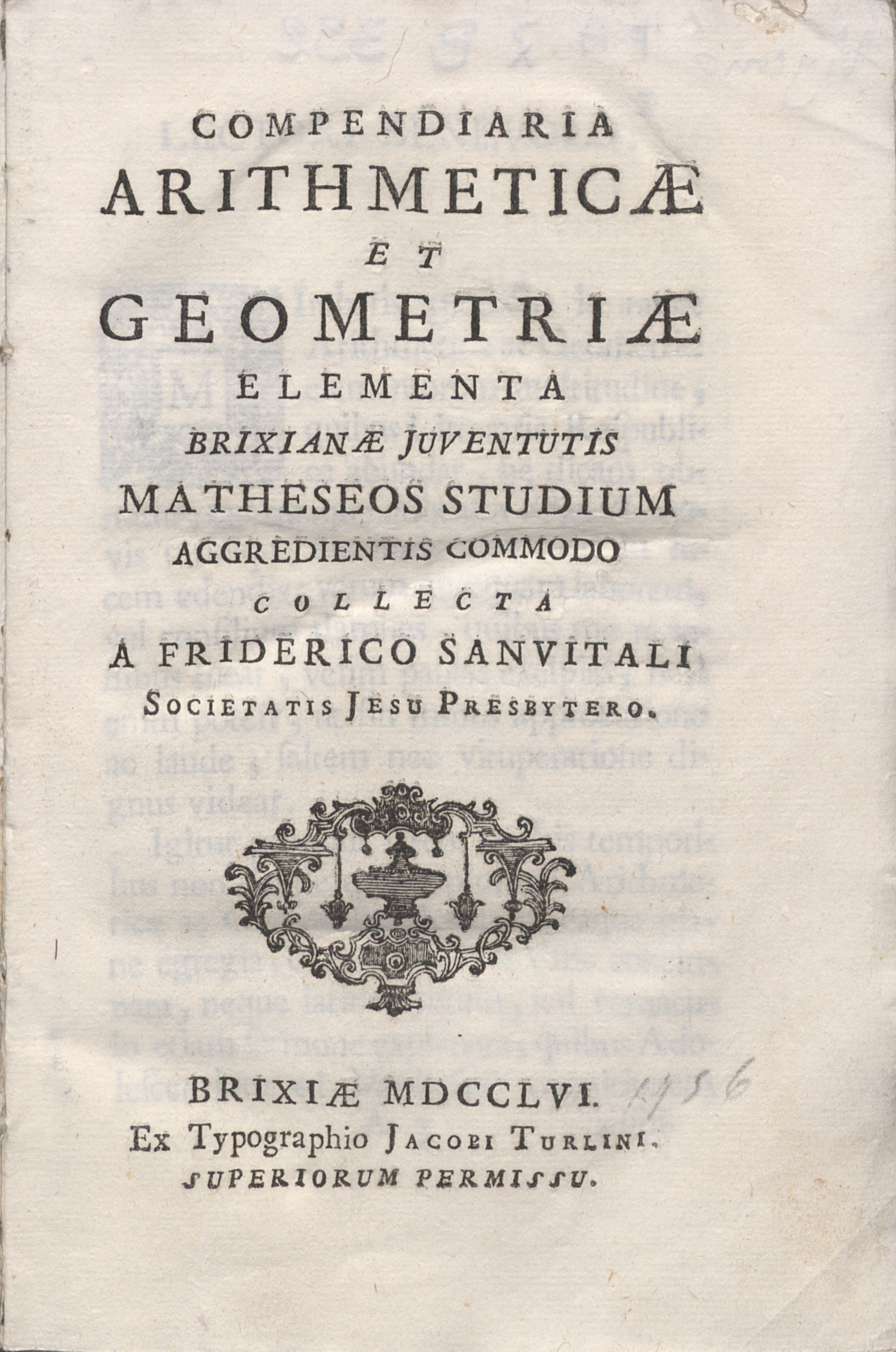
Compendiaria arithmeticae et geometriae elementa, 1756

## Obras
- Orazione funebre per la morte di sua eminenza il signor cardinale Angelo Maria Querini (em italiano). Brescia: Giuseppe Pasini. 1755
- Compendiaria arithmeticae et geometriae elementa (em latim). Brescia: Giacomo Turlino. 1756
- Elementi di architettura civile (em italiano). Brescia: Giammaria Rizzardi. 1765